# パセリ
パセリ（旱芹菜・旱芹、
英: parsley [ˈpɑːrsli]、学名: Petroselinum crispum）は、セリ科の1種の二年草。野菜として食用にされる。和名はオランダゼリ（和蘭芹）。フランス語名はペルシ (persil [pɛʁ.si])、漢名は香芹（こうきん、拼音: xiāngqín シアンチン）品種改良によって葉が縮れているものがよく使われ、カーリーパセリ (curly parsley) 、またはモスカール種とも呼ばれる。イタリアンパセリ（学名：P. neapolitanum、プレーンリーブド種とも呼ぶ）は同属別種。中国パセリ（コリアンダー、学名：Coriandrum sativum）は同科別属。

## 特徴
二年草。カール・リンネはパセリの原産地をサルディニア島と主張したが、結論は出ていない。
草丈は30 – 60センチメートル (cm) で、さわやかな香りを持ち、鮮やかな緑色をしている。葉は濃緑色で表面に光沢があり、2 - 3回3出複葉をつける。
2年目の夏から秋に、60 cmほどの花茎を伸ばし、5 cm程度のセリ科特有の複散形花序をつける。花序には、径2 - 3ミリメートル (mm) ほどの黄緑色の小さな花が多数つく。長さ3 mmほどの小さな果実は平たい楕円形または広卵形で、一般にはパセリの種と呼ばれている。
- パセリ
- ルートパセリ（根パセリ）
- パセリの花とアブ
- しわのないパセリの葉
- 種

## 歴史
地中海沿岸の南イタリアおよびアルジェリアが原産といわれる。古代ローマ時代から料理に用いられており、世界で最も使われているハーブの1つでもある。地質や気候への適応性に優れ、栽培が容易なため世界各地で栽培されているが、乾燥には弱い。なお葉が縮れているものは人間の品種改良によって生み出されたものであり、自然界では不利になる形質である。
日本には18世紀末にオランダ人によって長崎に初めて持ち込まれたとされ、長崎で栽培されていた。このため、「オランダゼリ」「洋ゼリ」などの名でよばれていた。本格的に日本で栽培が始められたのは明治初年以降である。

## 栽培

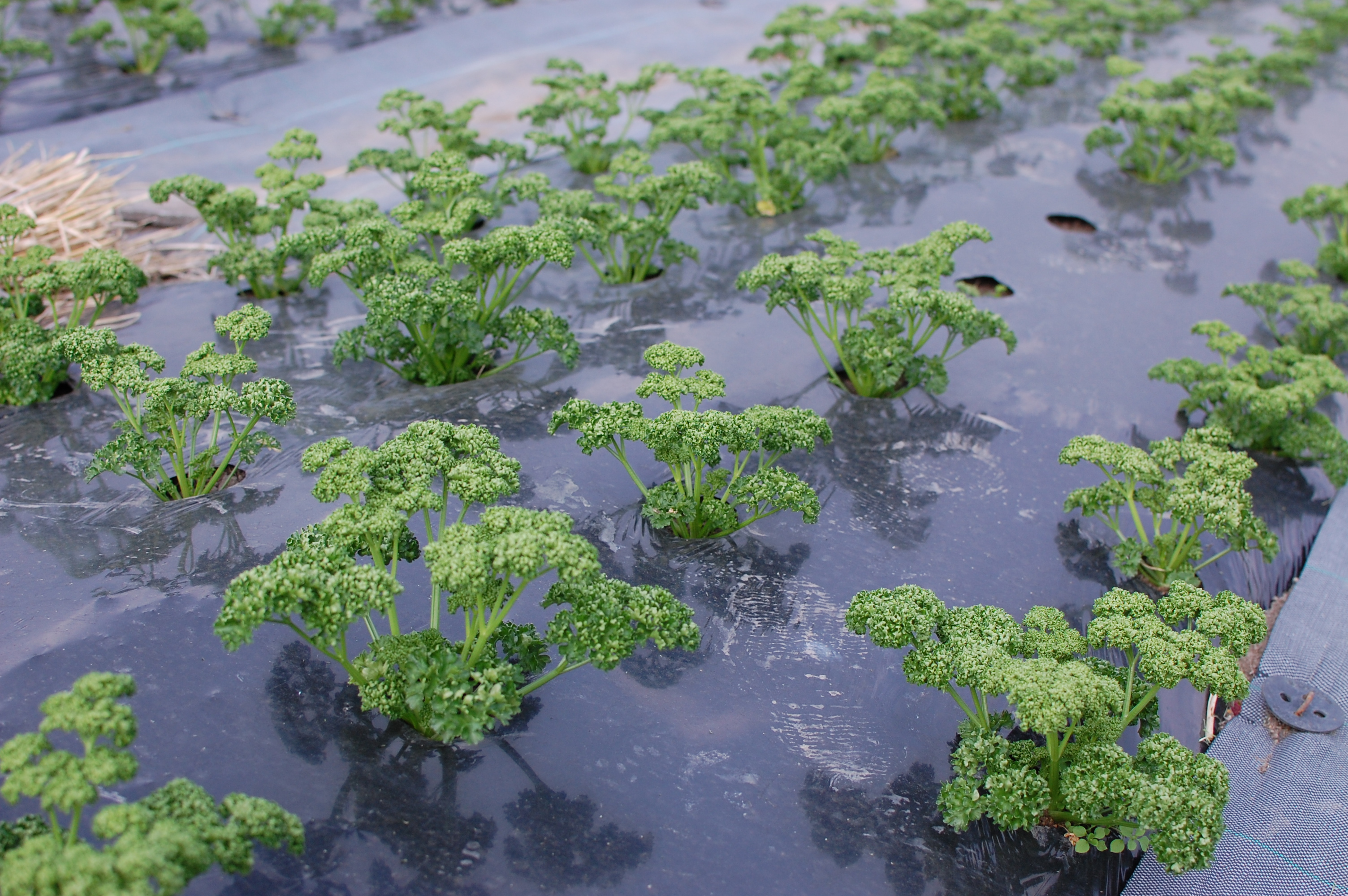
パセリの露地栽培

「春まき」栽培、「初夏まき」栽培、「秋まき」栽培などの作型があり、通常は「春まき」と「秋まき」で通年収穫できるように栽培されている。播種から葉の収穫を迎えるまで、およそ2.5か月から4か月ほどかかる。冷涼な気候を好み、盛夏には生育が衰えるが、十分越夏する。冬は、新しい葉の再生に5度以上の気温を必要とし、0度以下でも枯死することはない。多少日陰になるくらいの場所で、乾燥と泥はねを防止するためマルチングして栽培するとよい。春を迎えると薹（とう）が立ち、品質のよい葉の収穫は見込めなくなる。初夏に開花させると枯れるので、花茎は摘み取る。
苗をつくるときは、育苗箱に種をばらまき、または筋まきし、本葉2枚のころに育苗ポットに移植して1本立ちとし、本葉5 - 6枚の苗に仕上げる。種子は発芽しにくいため、播種前に種を水洗いして一晩水につけておいてからまく。畑は植え付けの2週間くらい前に、溝堀したところに堆肥や緩効性の肥料を入れて畝をつくる。畝への植え付けは、株間25 cm前後で深く埋めすぎないようにする。常時利用する場合は、鉢植えなどで庭先やベランダで栽培してもよい。生育の状況をみて、15日に1回くらい肥料をばらまいて土に混ぜ込む。本葉が12 - 15枚になって葉が縮れてきたら収穫できるようになり、10枚ほどの葉を残すように外側の葉から順次摘んで収穫する。
葉を食害するキアゲハの幼虫が大敵となり、年に2 - 3回、4月から9月にかけて長期にわたり発生する。出始めると2 - 3日ほどでパセリの葉を食べ尽くすほどの勢いがある。黒色の小さな幼虫のうちに見つけて捕殺し、多発して捕殺が困難であれば殺虫剤を散布して防除する。

## 食用
食材としての旬は冬（1 - 2月）で、葉の緑色が濃くて、みずみずしいものが良品とされている。日本では葉が縮れたパセリが一般的であるが、ヨーロッパでは葉が平たくて縮れていない同属別種のイタリアンパセリを使うことが主流で、こちらは香りや苦味は少ない。
日本では主に葉を料理の付け合わせや飾り（デコレーション）として使われるが、他にもそのまま食用としたり、ブーケガルニなどにして香りづけに用いたり、におい消し、飲用など多種多様の形で利用されている。また、パセリは精油成分を多く含むハーブの1つでもある。パセリは油分を中和する働きがあるとされているが、分解はされずそのまま吸収される。
根パセリも根菜としてヨーロッパでは広く流通している。太った根は近縁種であるニンジンに似た外観だが、爽やかな独特の風味がある。ユダヤ料理で特に用いられる。

### 栄養素
栄養価は極めて高く、可食部100グラム (g) あたり、ビタミンA のもとになるβ-カロテンを5054マイクログラム (μg) 、ビタミンCを133ミリグラム (mg) 、カルシウムを554 mg、鉄を6.2 mg含んでいる。そのほか、ビタミンB1、ビタミンB2などのビタミンB群を含み、マグネシウムなどのミネラル、食物繊維、葉緑素、カリウムなども豊富に含み、これら栄養素の含有量は他の緑黄色野菜の中でも群を抜いている。
香りの主成分アピオールは、食欲増進作用があり、消化を助けて口臭を予防する働きがある。また防腐効果もあり、食中毒予防に効果的といわれている。

### 保存
乾燥させないように、湿らせたペーパータオルなどに包んでポリ袋に入れて冷蔵保存する。冷凍する場合は、パセリを刻んで保存袋に入れてから冷凍庫に入れる。

## 薬効
消化不良や食欲不振の健胃や、病後の疲労回復、貧血、生理不順などに生の葉や青汁を飲むと効果があるといわれている。青汁で飲むときは生葉1日量30グラムとし、水100 ccほどとレモン汁やハチミツなどを加えて、ジュースにして飲用する。鉄分が多いため、貧血対策にも効果が期待できる。
民間療法で、打ち身、くじき、虫刺されに、生葉をすりつぶしたら患部に乗せて、ガーゼなどを当てて冷湿布すると効果があるといわれている。
堕胎効果を持つアピオールを多く含むため、中世では堕胎薬の原料とされた。通常摂取される量では問題ないが、薬効を期待して過剰に摂取したり精油を摂取することは危険とされ、特に妊娠中と授乳中の女性は避けるべきとされる。ドイツ保健省の薬用ハーブの審査を行う委員会コミッションEでは、パセリの根に腎臓結石の治療作用があるとして承認している。米国ではGRAS (一般に安全と見なされた物質) に認定されている。

### 精油と種子
精油の独特の香りは、アピオールやミリスチシンなどの精油成分によるものである。精油を経口摂取することは医学的に危険を伴うとされ、流産や腎障害や不整脈を起こす。ミリスチシンは、過剰摂取によって、めまい、難聴、幻覚、低血圧、徐脈、錯乱、肝障害や腎障害を引き起こす。授乳中は摂取を避けるべきとされ、またお茶に入れるのも危険性が示唆されている。種子の抽出液もアピオールやミリスチシンを多く含むために、皮膚に塗ることは、光線過敏性の皮膚炎を起こす可能性があり危険性が指摘されている。種子にも堕胎作用、子宮および月経刺激作用があることも知られている。

## パセリにまつわる説話
ギリシャ神話では、パルナッソスの木陰に集められたパセリが、花輪に編まれ、ギリシャ四大競技祭のうちネメア競技とイストミア競技の勝利者たちの頭を飾ったという。その起源は、ヘラクレスが最初に冠を被ったことによる。